# Acantheucosma
Acantheucosma là một chi bướm đêm thuộc phân họ Tortricinae của họ Tortricidae.

## Các loài
- Acantheucosma trachyptila Diakonoff, 1988